# Silvana Tirinzoni
Silvana Tirinzoni, née le 25 juin 1979, est une curleuse suisse.

## Biographie
Championne du monde junior en 1999, Silvana Tirinzoni est médaillée de bronze aux Championnats d'Europe mixtes de 2014. Elle dispute le tournoi de curling aux Jeux olympiques de 2018. En novembre de la même année, elle remporte la médaille d’argent aux Championnats d'Europe. Elle remporte la médaille d'or du Championnat du monde féminin de curling 2019, 2021, 2022 et 2023.